# Barney Dreyfuss

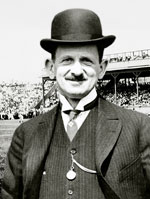
Barney Dreyfuss (1907)

Barney Dreyfuss (* 23. Februar 1865 in Freiburg im Breisgau als Bernhard Dreyfuss; † 5. Februar 1932 in New York City, New York) war ein US-amerikanischer Unternehmer und Baseballpionier.

## Leben
Seine Eltern waren Samuel Dreyfuss (* 7. Juli 1832; † 18. September 1896 Freiburg im Breisgau) und Fanny Goldschmidt (Lebensdaten unbekannt).
Nach einer Banklehre in Karlsruhe emigrierte er 1883 vor der anstehenden Einberufung zum Militärdienst in die USA und nannte sich fortan Barney. Er wohnte in Paducah, Kentucky, bei der über seinen Großvater Leon Bernheim mit ihm verwandten Familie Bernheim. Er arbeitete in deren Whiskey-Brennerei „Bernheim Brothers & Uri“. Später wurde er deren Teilhaber. Die Brennerei und die Familien verlagerten sie 1888 nach Louisville (Kentucky), da Paducah für die Unternehmensgröße zu klein geworden war.
Barney Dreyfuss war als Geschäftsmann äußerst erfolgreich und galt als skrupellos. Er war ein Pionier des Profi-Baseballs und gilt als Erfinder der World Series im US-Baseball. Von 1900 bis 1932 war er Eigentümer des Baseball-Clubs Pittsburgh Pirates. 2008 wurde er posthum in die Baseball Hall of Fame aufgenommen.